# Tre canaglie e un piedipiatti
Tre canaglie e un piedipiatti (Laisse aller... c'est une valse!) è un film del 1971 diretto da Georges Lautner.